# Ortnamn i Bohuslän
Ortnamn i Bohuslän kan, liksom de övriga svenska ortnamnen, delas upp i naturnamn och kulturnamn. Kulturnamnen är ofta bebyggelsenamn med  efterled där bebyggelsen beskrivs, såsom -by i Greby och Kvisljungeby och som -torp i Ellestorp och Skulltorp.
Vissa ortnamn är speciella för Bohuslän, som -röd (som också finns i Skåne). Ortnamn i Bohuslän är, liksom i alla andra landskap i Sverige, dels osammansatta ortnamn och dels sammansatta. Av enstaviga ortnamn i Bohuslän kan nämnas Lur och av tvåstaviga till exempel Smögen och Säve. De allra flesta av de sammansatta ortnamnen har två ordled, förled och efterled, som till exempel Hogdal och Östad, men det finns också namn med tre ordled, som Havstenssund.

## Definition av begreppet ortnamn
Ortnamn eller toponymer är namn på geografiska företeelser och ortnamnen kan delas upp i bebyggelsenamn och naturnamn. 
En språkvetenskaplig definition är att "ett ortnamn är ett språkligt uttryck som i en viss namnbrukarkrets är knutet till en bestämd plats".

## Ortnamnskategorier
Alla ortnamn delas upp i två huvudkategorier: naturnamn och kulturnamn. Kulturnamnen kan indelas tre kategorier: ägonamn, bebyggelsenamn och namn på artefakter. 
Naturnamn är namn på vattendrag, sjöar, skogar o.s.v. Ägonamn är namn på mark som används för jordbruk och boskapsskötsel, till exempel åkrar, ängar och hagar. Bebyggelsenamn är namn på tätorter, byar, gårdar, bygder med mera. Artefaktnamn är namn på broar, hamnar, gruvor, gravhögar m.m. Bebyggelsenamn kan vara primära eller sekundära. Primära bebyggelsenamn avser bebyggelse redan från början, till exempel de som slutar på -by eller -torp (som Nordby och Hogstorp).  Sekundära bebyggelsenamn har inte från början betecknat bebyggelse, utan har ursprungligen varit naturnamn, ägonamn eller artefaktnamn. Exempel på sådana ortnamn i Bohuslän är  Skredsvik, Henån, Högås med flera.

## Geografisk fördelning av ortnamnen
I kustbygden är ortnamnen oftast terrängbetecknande, som Nolvik, Resö, Bovallstrand och Höviksnäs. I jordbruksbygden finns några förhistoriska typer av bebyggelsenamn, som Östad. Vanliga är också namnen på -by, som Kareby och Tegneby. Under medeltiden utgick en kraftig expansion av bebyggelsen från kustbygden mot de östra delarna av landskapet, där man började nyodla jord. Därför har ortnamnen i de mer perifera delarna av jordbruksbygden och i östra delen av skogsbygden yngre ortnamn med efterleden -hult samt -röd.

## Ortnamnet Uddevalla
Uddevalla (Oddewalle 1495) har fått sitt namn av en udde, på bohuslänsk dialekt  odde, samt av vall, 'skyddsvall, försvarsvall' eller av vall, 'slät, gräsbevuxen mark'.

## Typiska ortnamnsled och ortnamnsändelser i Bohuslän

### Ortnamnsförled med trädanknytning
- Ask- finns i Askum och med omljudd form i Äskekärr.
- Björk- finns i Björkö.
- Bok- finns i Bokenäs.
- Hassel- finns i Hasselösund.

### Ortnamnsefterled som betecknar bebyggelse

hult

- -bo är en böjningsform av bod '(förvarings)-bod', och förekommer som namn på gårdar och byar i Bohuslän, exempelvis Ellingebo, Mölnebo, Vassbo och Östebo.
- -by har ursprungligen sannolikt betytt 'boplats, bebyggelse' som den senare betydelsen 'gård, by' har utvecklats från. I Bohuslän finns bland annat Kareby, Myckleby, Tegneby, Torreby och Ytterby.
- -ene har bildats av -vin ’äng, betesmark’. De ortnamn som slutar på -ene har västlig utbredning i Sverige och de är vanliga i Västergötland. Två av dessa namn finns i Bohuslän: Tossene och Yllene.

röd

- -hult är ursprungligen ett naturnamn, och betyder 'liten skog, skogsdunge'. Detta efterled är mycket vanligt i Bohusläns skogsland. Exempel är Djurhult, Fagerhult, Funneshult, Stenshult och Tjärnhult.
- -kil betyder i Bohuslän vik: Lysekil, Tjuvkil och Varekil.
- -land har, till skillnad mot -landa, en nordlig utbredning. I Bohuslän går gränsen mellan dessa namntyper ungefär vid Gullmarsfjorden. Exempel: Bodeland, Groland, Lommeland och Älgeland.

torp

- -landa syftar på 'land' och har en sydlig och västlig utbredning i Sverige. En del av namnen på -landa finns i Bohuslän: Björlanda, Jörlanda, Långelanda,  Morlanda och Torslanda.
- -röd är liksom -hult ett typiskt ortnamn i Bohuslän. Betydelsen av -röd är 'röjning (i skog)' eller 'öppet ställe i skogen'. Exempel: Aröd, Diseröd, Resteröd, Spekeröd och Vulseröd.
- -stad förekommer i Bohuslän, liksom i övriga Götaland och i Värmland. I Svealand (utom Värmland), i Jämtland och i sydöstra Norrland skrivs efterledet som -stad. Den ursprungliga betydelsen av -stad har antagits vara 'plats, ställe', men även andra tolkningar har föreslagits. Namn med efterledet -stad i Bohuslän är t.ex. Brastad, Grebbestad, Herrestad, Krokstad, Lefstad och Naverstad. Harestad är inte ett ursprungligt -stadnamn, utan har en annan förklaring.
- -sund finns på ett antal platser i Bohuslän, som Grundsund, Mollösund, Stenungsund, Svanesund och Svinesund.
- -säter är relativt ovanligt i Bohuslän. Dess ursprungliga betydelse är 'nybygge, utflyttargård'. Exempel: Furusäter, Hällesäter och Lersäter.
- -torp är ett vanligt efterled i Bohuslän, och det förekommer dels i en äldre betydelse som nybygge, utflyttargård och dels i en senare betydelse 'dagsverkstorp, kolartorp' m.m.  De första av dessa namn tillkom under vikingatidens slut. Under högmedeltiden tillkom ännu fler av dem. Exempel är Assmundtorp, Gilltorp, Hogstorp, Ingetorp och Röstorp. Under nyare tiden tillkom namn på mindre fastigheter i skogsbygden, som Grindtorp och Nytorp.
- -um kommer av -hem. Detta efterled förekommer också i Västergötland. I Halland motsvaras det av  -ome. I Bohuslän finns efterledet i tre sockennamn: Askum, Hjärtum och Tanum.[8][9]
- Det finns också ett "falskt" -um: Ucklum i Bohuslän (Auklanda kirkia 1388), där -um kommer av efterledet -landa.[10]
- -ö är ett vanligt efterled i Bohuslän, på grund av alla öar utmed Bohuskusten. Exempel: Härmanö, Hällsö, Ryxö, Tjärnö och Öckerö

#### Ortnamnsändelser som betecknar bebyggelse
-a är en vanlig pluraländelse i svenska ortnamn. I vissa områden är -e vanligare, till exempel på Gotland, i Bohuslän, i vissa delar av Värmland (till exempel Sunne), i Härjedalen Hede ((ii) Hedha sokn 1397), Jämtland (Stavre) och i Medelpad (till exempel Ånge).  
I Bohuslän förekommer både ändelsen -a, som betecknar pluralis och ändelsen -e, som betecknar dativ (i singularis eller pluralis). Exempel är Hålta, Kville (a Quilldum 1200-talets första hälft), Lycke (Lykkiu sokn 1354)  och Stala ((a) Stadhlla 1399).

## Ortnamn som vittnar om hednisk kult
De ortnamn som har namnet på en fornnordisk gud eller gudinna i sitt förled kallas teofora ortnamn. Tillsammans med övriga ortnamn som syftar på gudadyrkan benämns de sakrala ortnamn.
I Bohuslän finns det bara ett säkert kultnamn, Torslanda, med genitiv av guden Tor.  Ett par andra ortnamn kan möjligen också tolkas som kultnamn. Det gäller bynamnet Fröland och sockennamnet Harestad. Fröland kan komma av gudinnan Fröja och Harestad ((j) Harondastaf 1388) kan möjligen ha ett efterled som betecknar ett rest märke som kanske har använts för kulthandlingar. En icke-sakral tolkning är att stav syftar på en terrängformation.

## Ortnamnselement som betecknar höjder och/eller skogar
- -fjäll/-fjället förekommer på några platser i Bohuslän, och minner om Bohusläns tidigare samhörighet med Norge. Exempel: Herrestadsfjället, Gerefjäll, Kynnefjäll, Rösefjäll och Saxefjäll.

## Ortnamnsefterled som betecknar sjöar
- -vattnet är ett relativt vanligt efterled för sjönamn i Bohuslän, genom den tidigare samhörigheten med Norge. Exempel: Byrevattnet, Glittervattnet, Malevattnet och Tranevattnet.

## Ortnamnselement som betecknar vattendrag
- älv/-älven är ett ord som i Bohuslän kan beteckna å/-ån: Kynne älv och Örekilsälven.